# 莱奥波尔多·卢贡内斯
莱奥波尔多·安东尼奥·卢贡内斯·阿圭略（西班牙語：Leopoldo Antonio Lugones Argüello，1874年6月13日—1938年2月18日），阿根廷诗人、小说家，为阿根廷現代派文學的代表作家之一，其主要作品为诗歌《百年颂》、《花园的黎明》等。